# قلعه گود قلات
بقایای قلعه گود قلات مربوط به دوره ساسانیان است و در شهرستان ارسنجان، بخش مرکزی، دهستان خبریز، جنوب غرب روستای خبریز، دامنه جنوبی کوه گود قلات واقع شده و این اثر در تاریخ ۱ مرداد ۱۳۸۶ با شمارهٔ ثبت ۱۹۲۹۵ به‌عنوان یکی از آثار ملی ایران به ثبت رسیده‌است.